# Ashland (condado de Grafton)
Ashland es un lugar designado por el censo ubicado en el condado de Grafton en el estado estadounidense de Nuevo Hampshire. En el Censo de 2010 tenía una población de 1.244 habitantes y una densidad poblacional de 370,9 personas por km².

## Geografía
Ashland se encuentra ubicado en las coordenadas 43°42′2″N 71°38′27″O / 43.70056, -71.64083. Según la Oficina del Censo de los Estados Unidos, Ashland tiene una superficie total de 3.35 km², de la cual 3.27 km² corresponden a tierra firme y (2.63%) 0.09 km² es agua.

## Demografía
Según el censo de 2010, había 1.244 personas residiendo en Ashland. La densidad de población era de 370,9 hab./km². De los 1.244 habitantes, Ashland estaba compuesto por el 96.86% blancos, el 0.16% eran afroamericanos, el 0.32% eran amerindios, el 0.88% eran asiáticos, el 0% eran isleños del Pacífico, el 0.32% eran de otras razas y el 1.45% pertenecían a dos o más razas. Del total de la población el 1.29% eran hispanos o latinos de cualquier raza.